# The Babylonian Marriage Market
The Babylonian Marriage Market est une peinture de 1875 par le peintre britannique Edwin Long où de jeunes femmes sont vendues aux enchères en vue d'être mariées. L’œuvre a attiré l'attention du public pour sa représentation provocatrice des femmes qui sont vendues, et son attention aux détails historiques. Elle a été inspirée par un passage des Histoires par Hérodote, et l'artiste a soigneusement copié quelques images d'artefacts assyriens.
Le passage d’Hérodote décrit la manière de marier les femmes chez les Babyloniens :

« Dans chaque bourgade, ceux qui avaient des filles nubiles les amenaient tous les ans dans un endroit où s'assemblaient autour d'elles une grande quantité d'hommes. Un crieur public les faisait lever, et les vendait toutes l'une après l'autre. Il commençait d'abord par la plus belle, et, après en avoir trouvé une somme considérable, il criait celles qui en approchaient davantage ; mais il ne les vendait qu'à condition que les acheteurs les épouseraient. Tous les riches Babyloniens qui étaient en âge nubile, enchérissant les uns sur les autres, achetaient les plus belles. Quant aux jeunes gens du peuple, comme ils avaient moins besoin d'épouser de belles personnes que d'avoir une femme qui leur apportât une dot, ils prenaient les plus laides, avec l'argent qu'on leur donnait. En effet, le crieur n'avait pas plutôt fini la vente des belles, qu'il faisait lever la plus laide, ou celle qui était estropiée, s'il s'en trouvait, la criait au plus bas prix, demandant qui voulait l'épouser à cette condition, et l'adjugeait à celui qui en faisait la promesse. Ainsi, l'argent qui provenait de la vente des belles servait à marier les laides et les estropiées. Il n'était point permis à un père de choisir un époux à sa fille, et celui qui avait acheté une fille ne pouvait l'emmener chez lui qu'il n'eût donné caution de l'épouser. Lorsqu'il avait trouvé des répondants, il la conduisait à sa maison. Si l'on ne pouvait s'accorder, la loi portait qu'on rendrait l'argent. Il était aussi permis indistinctement à tous ceux d'un autre bourg de venir à cette vente, et d'y acheter des filles. Cette loi, si sagement établie, ne subsiste plus ; ils ont depuis peu imaginé un autre moyen pour prévenir les mauvais traitements qu'on pourrait faire à leurs filles, et pour empêcher qu'on ne les menât dans une autre ville. Depuis que Babylone a été prise, et que, maltraités par leurs ennemis, les Babyloniens ont perdu leurs biens, il n'y a personne parmi le peuple qui, se voyant dans l'indigence, ne prostitue ses filles pour de l'argent. »

Dans les années 1870, lorsque cette image a été peinte, il y avait un grand débat public sur les droits des femmes mariées (Coverture). Cela a conduit à la modification de la loi en 1882. 
Il est actuellement détenu par la Galerie de peinture du Royal Holloway College, après avoir été acheté par Thomas Holloway en 1882, où il a obtenu un prix record pour une œuvre d'un artiste vivant à £6,615.[réf. nécessaire]